# Paul-Bernard de Fontaine
Paul-Bernard de Fontaine est un général espagnol, né en Lorraine vers 1576 et mort à Rocroi en 1643.
Il sert au Portugal sous le duc d'Albe, puis en Flandre sous Alexandre Farnèse, et accompagne ce prince en France, où le roi d'Espagne, à la faveur des troubles de la Ligue, espère asseoir sa domination. Il se signale par son courage à la guerre et par son talent dans les missions diplomatiques pendant les règnes de Philippe II, de Philippe III et de Philippe IV. 
Il périt en 1643 à la bataille de Rocroi, remportée par le duc d'Enghien : il y commande la fameuse infanterie espagnole qui fut si longtemps la terreur de l'Europe. Malade de la goutte, le général presque septuagénaire s'est fait porter en litière sur le champ de bataille.
Paul-Bernard de Fontaine est confondu dans certaines sources anciennes, telles que le Grand dictionnaire universel du XIXe siècle ou le Dictionnaire Bouillet, avec Pedro Enríquez de Acevedo.